# Румен Миланов
Румен Ангелов Миланов е български офицер, генерал-лейтенант.

## Биография
Роден е на 14 май 1948 г. в град София. Завършва УНСС. От 1975 г. е на работа в МВР. През 1993 г. става началник на направление „Пътна полиция“ при ДНСП. Специализира в Скотланд ярд. Между 1995 и 1996 г. преподава в Академията на МВР. През 1997 г. е назначен за заместник-директор на Националната полиция. На 25 март 1999 г. е назначен за директор на Национална служба „Жандармерия“ на Министерството на вътрешните работи.На 10 май 2000 г. е освободен от длъжността директор на Национална служба „Жандармерия“ на МВР и назначен директор на Национална служба „Борба с организираната престъпност“ на МВР. На 30 октомври 2002 г. е удостоен със звание генерал-майор от МВР. На 25 юни 2004 г. е освободен от длъжността директор на Национална служба „Борба с организираната престъпност“ на МВР и назначен за временно изпълняващ длъжността началник на Националната служба за охрана при Президента на Република България. На 4 май 2005 г. е назначен за временно изпълняващ длъжността началник на Националната служба за охрана при президента на Република България. На 7 ноември 2005 г. е освободен и е временно изпълняващ длъжността директор на Национална служба за охрана (НСО). На 25 април 2006 г. е назначен за началник на Националната служба за охрана при президента на Република България считано от 1 юни 2006 г. и удостоен с висше офицерско звание генерал-лейтенант. На 26 април 2007 г. е освободен от длъжността началник на Националната служба за охрана при президента на Република България и от кадрова военна служба, считано от 15 май 2007 г. На 10 май 2007 г. е награден с орден „За военна заслуга“ първа степен с мечове за проявения висок професионализъм и за приноса му за успешната дейност на Националната служба за охрана, както и във връзка с освобождаването му от кадрова военна служба. От 17 февруари 2011 г. е назначен от тогавашния министър-председател Бойко Борисов за началник на Център за превенция и противодействие на корупцията и организираната престъпност към Министерския съвет (БОРКОР).